# Тавричанское сельское поселение (Приморский край)
Тавричанское се́льское поселе́ние — сельское поселение в Надеждинском районе Приморского края.
Административный центр — посёлок Тавричанка.

## История
Статус и границы сельского поселения установлены Законом Приморского края от 6 декабря 2004 года № 182-КЗ «О Надеждинском муниципальном районе»

## Население
| 2008  | 2010  | 2011  | 2012  | 2013  | 2014  | 2015  |
| ----- | ----- | ----- | ----- | ----- | ----- | ----- |
| 9569  | ↘8665 | ↘8656 | ↘8644 | ↗8711 | ↗8714 | ↗8724 |
| 2016  | 2017  | 2018  | 2019  | 2020  | 2021  |       |
| ↗8740 | ↗8783 | ↘8739 | ↘8678 | ↘8604 | ↗8913 |       |

## Состав сельского поселения
В состав сельского поселения входят 3 населённых пункта:
| № | Населённый пункт | Тип населённого пункта          | Население |
| - | ---------------- | ------------------------------- | --------- |
| 1 | Давыдовка        | посёлок                         | ↘81       |
| 2 | Девятый Вал      | посёлок                         | ↘658      |
| 3 | Тавричанка       | посёлок, административный центр | ↗8108     |

## Местное самоуправление
Администрация
Адрес: 692495, пос. Тавричанка, ул. Осипенко, 1-А. Телефон: 8 (42334) 2-51-85
Глава администрации
- Хорошун Д. С.